# Örnsköldsviks museum och konsthall

Örnsköldsviks museum och konsthall är ett kombinerat museum och konsthall i centrala Örnsköldsvik. Det ligger i stadens gamla läroverk.
Museet har till huvuduppgift att visa och berätta stadens och traktens historia, men har även haft tillfälliga utställningar av internationell karaktär. Exempel är en utställning om Elvis Presley (1990), Star Wars (2008) och Andy Warhol (2010).[källa behövs]
Konsthallen ska visa samhällsdebatterande utställningar och konst.

## Byggnadens historia
Byggnaden, som är ritad i jugendstil av arkitekten Albert Thurdin, uppfördes under åren 1904-1905. Från början huserade Samskolan i byggnaden, men när Nolaskolan stod klar flyttade Samskolan dit. Istället flyttade Örnsköldsviks Tekniska Skola (ÖTS) in och huserade här tills Parkskolan stod färdig och den tekniska utbildningen flyttade dit.
Under 1978-1979 gjordes huset om och 1979 flyttade museiverksamheten in. 2005 flyttades konsthallen, som tidigare huserat i Örnsköldsviks Rådhus in, och byggnaden innehåller numera både museum och konsthall.